# Bredebro
Bredebro anhörenⓘ ist eine Ortschaft in der ehemaligen Kommune gleichen Namens in Nordschleswig, dem südwestlichsten Landesteil in Dänemark.
Bredebro entstand als Dorf am westlichen Ochsenweg nahe der Kirche von Brede. Nach dem Deutsch-Dänischen Krieg von 1864 gehörte der Ort zu Preußen und nach 1870 zum Deutschen Reich. Bedeutung gewann der Ort, der seit 1871 eine eigene Landgemeinde im Kreis Tondern bildete, erst durch die Eröffnung der Marschbahn 1889, zumal zwei Jahre später eine Zweigbahn nach Lügumkloster gebaut wurde, die später Anschluss nach Apenrade erhielt.
Die Vereinigung Nordschleswigs mit Dänemark brachte 1920 auch die Vereinigung der Landgemeinden um Bredebro zur Kirchspielsgemeinde Brede. Diese vereinigte sich 1970 mit mehreren Nachbargemeinden zur Kommune Bredebro. Seit 2007 ist sie Teil der Tønder Kommune mit Sitz in Tønder.
Bredebro ist Hauptsitz der ECCO Group, einem der größten Schuhproduzenten weltweit.

## Persönlichkeiten
- Jens Peter Petersen (1893–1971), deutscher Diplomat und Offizier in beiden Weltkriegen, zuletzt im Rang eines Generals